# Günter Wolfsberger
Günter Wolfsberger (* 1944 in St. Wolfgang in Weitra) ist ein österreichischer Maler und Bildhauer.

## Leben

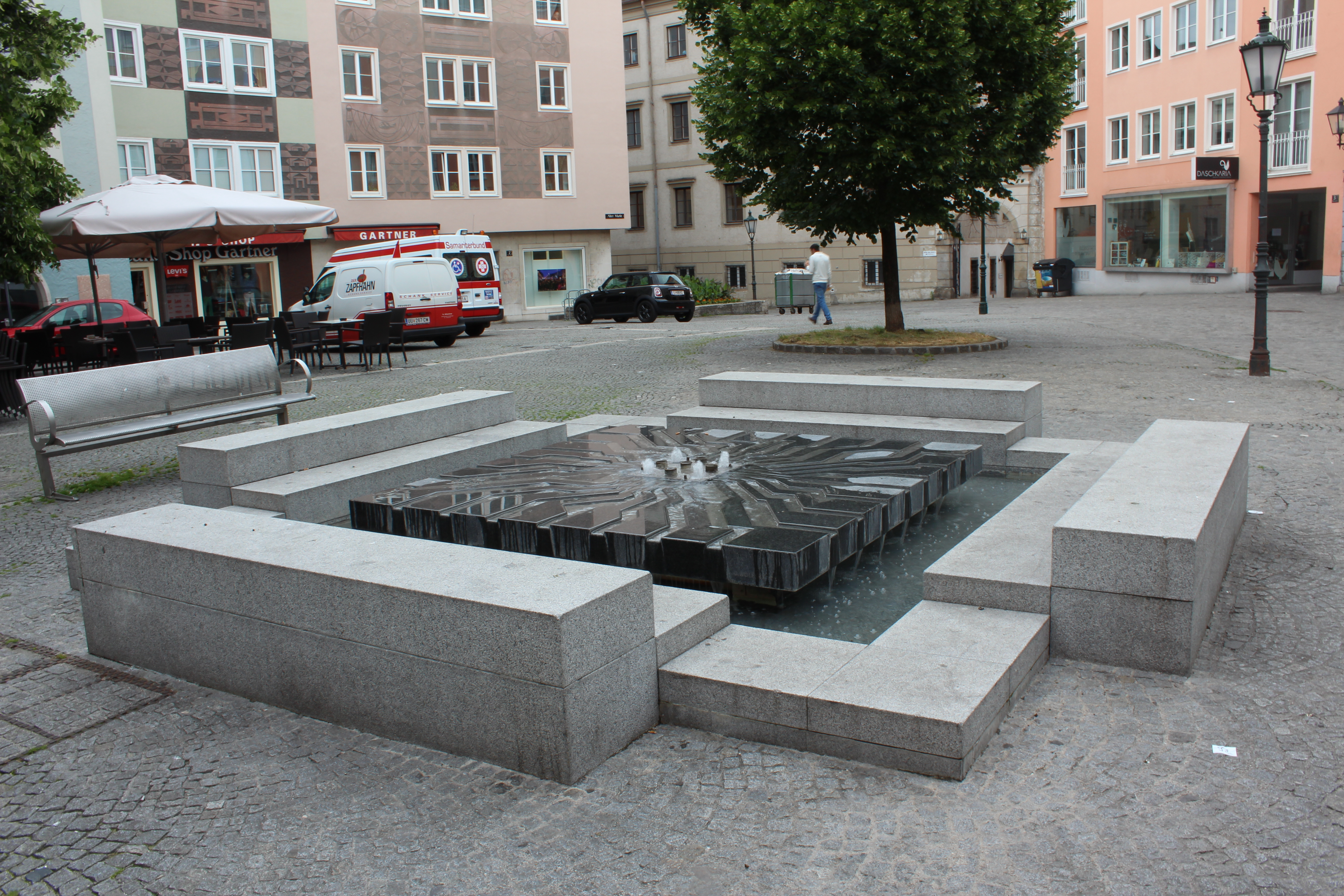
Jubiläumsbrunnen Alter Markt in Linz (1900)

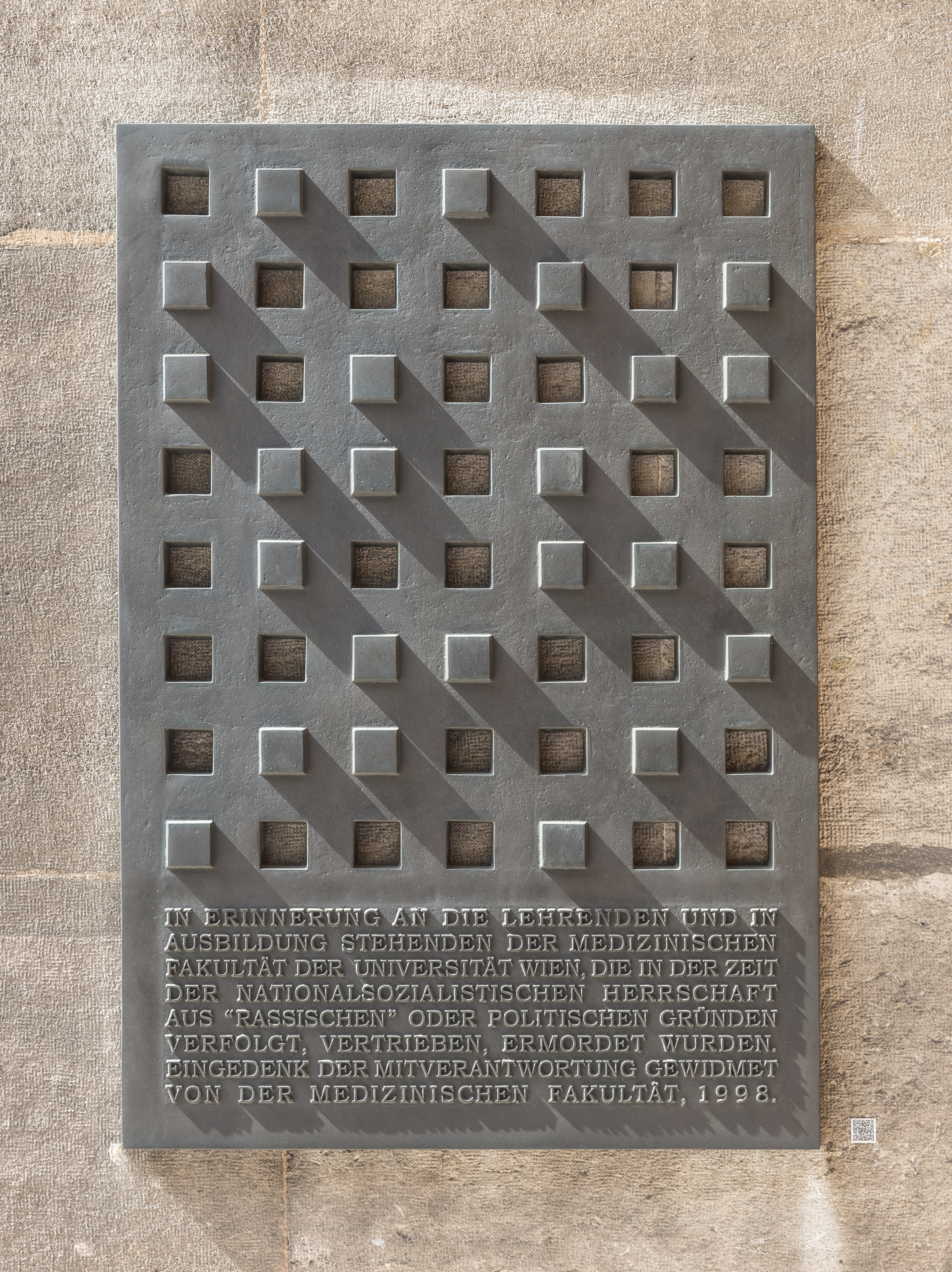
Wanddenkmal vertriebenen Angehörige der Medizinischen Fakultät Arkadenhof Universität Wien (1998)

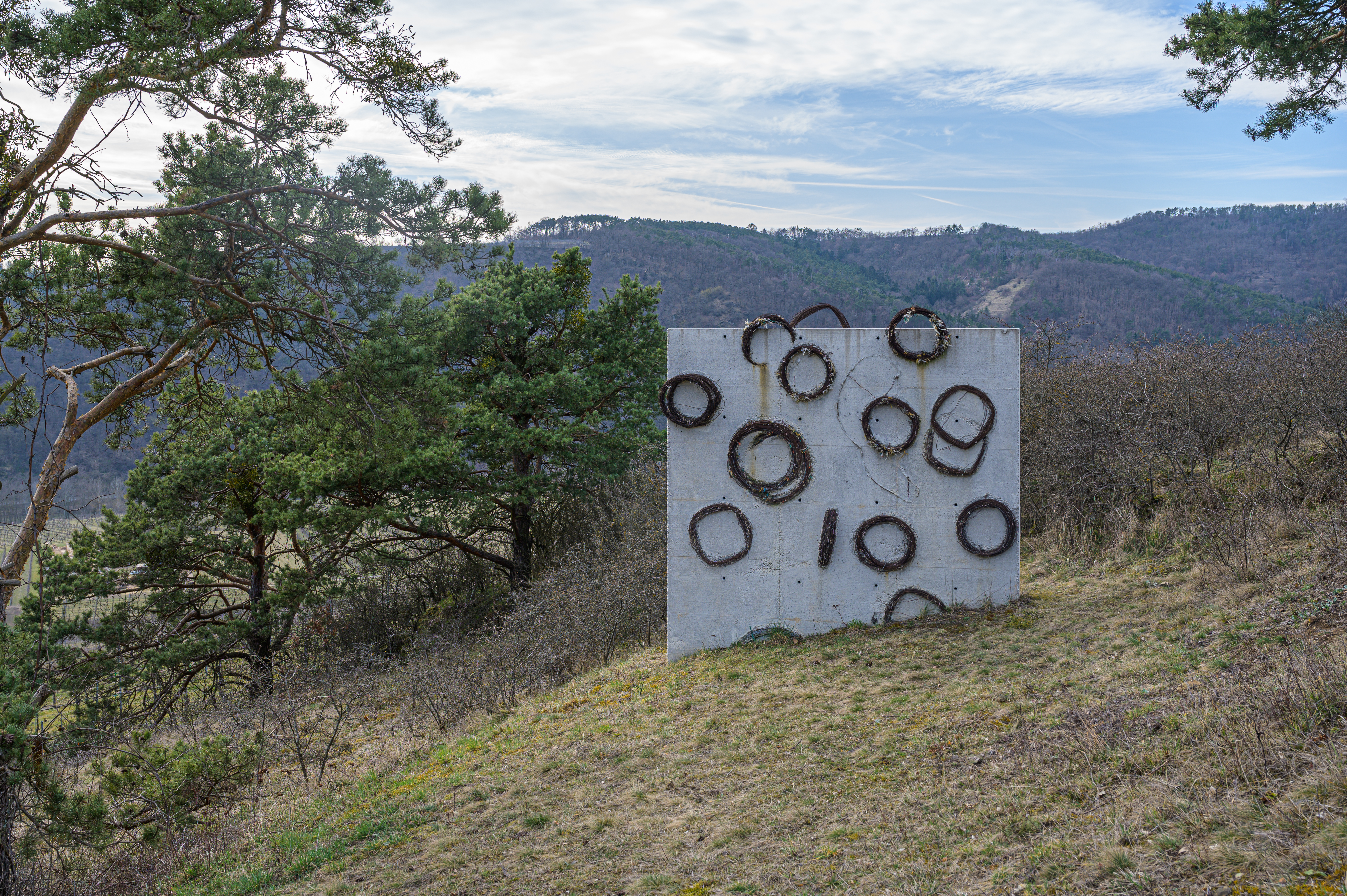
Drahtsicht Kalvarienberg Schönberg am Kamp (2016)

Günter Wolfsberger studierte an der Akademie der Bildenden Künste Wien. Er lebt mit seiner Familie in Krems an der Donau.

## Auszeichnungen
- 1976: Förderungspreis des Landes NÖ
- 1980: Meisterschulpreis der Akademie
- 1995: Pilgram-Preis
- 2024: Ehrennadel mit Lorbeerkranz in Gold der Stadt Krems[1]

## Kunst im öffentlichen Raum
- 1990: Vier Jubilaeumsbrunnen in Linz: Alter Markt, Freistädter Straße, Harruckerstraße
- 1993: Glasfenster und liturgische Orte der Pfarrkirche Paudorf-Göttweig
- 1998: Stadtplatzbrunnen in Melk
- 1998: Wanddenkmal aus Bronze für die in der Zeit 1938–1945 vertriebenen Angehörigen der Medizinischen Fakultät in Wien
- 1999: Brunnenanlage in Herzogenburg
- 2016: Skulptur Drahtsicht Weinberg-Drahtrollen an Betonwand im Kalvarienberg in Schönberg am Kamp[2]

## Publikationen
- 1981: Reiseaquarelle.
- 1983: Zeltlandschaften.
- 1984: Schutzräume.
- 1985: mit Eva Wolfsberger: Heterogene. Metall, Mauer, Keramik, Textil, Glas. Mit Texten von György Sebestyén. Taschenbuch, 1997.
- 1987: Sumpfobjekte.
- 1993: Kulissenbilder.
- Wand-Spiel, Raum-Spiel, Licht-Spiel. Mit Texten von Christiane Krejs und Fritz Trupp. Eigenverlag, Krems an der Donau 2009, ISBN 978-3-9500677-1-2.